# Werewolves Within
Werewolves Within és una pel·lícula de comèdia de terror estatunidenca del 2021 dirigida per Josh Ruben a partir d'un guió de Mishna Wolff, basada en videojoc del mateix nom de Red Storm Entertainment. És protagonitzada per Sam Richardson, Milana Vayntrub, George Basil, Sarah Burns, Michael Chernus, Catherine Curtin, Wayne Duvall, Harvey Guillén, Rebecca Henderson, Cheyenne Jackson, Michaela Watkins i Glenn Fleshler. La pel·lícula segueix un grup de persones en un petit poble de Vermont que queden atrapats en una tempesta de neu mentre sospita que un d'ells és un home llop.
Els plans per a una adaptació cinematogràfica de Werewolves Within van començar l'octubre de 2018, Wolff va escriure el guió i Ubisoft Motion Pictures el va produiir. El repartiment es va anunciar a principis de 2020 i la fotografia principal va començar el febrer de 2020.
Werewolves Within es va estrenar al Festival de Cinema de Tribeca el 16 de juny de 2021 i va començar una estrena limitada a les sales als Estats Units el 25 de juny de 2021, seguit d'un vídeo sota demanda el 2 de juliol, per IFC Films. La pel·lícula va rebre crítiques generalment positives de la crítica pel seu guió, personatges i humor, convertint-se en la pel·lícula basada en un videojoc més valorada a Rotten Tomatoes i Metacritic en el moment del seu llançament.

## Argument
El guarda forestal Finn Wheeler té l'assignació de cobrir Beaverfield, una petita ciutat on els residents estan dividits per un gasoducte proposat per l'empresari Sam Parker. En arribar, Finn fa amistat amb la cartera Cecily Moore alhora que coneix Trisha Anderson i el seu infidel marit Pete, la parella rica Devon i Joaquim Wolfson, els treballadors de coll blau Gwen i Marcus i l'aïllacionista Emerson Flint. Aquella nit, una tempesta de neu noqueja tot el poder a Beaverfield, obligant els residents a refugiar-se en un allotjament propietat de Jeanine Sherman. El tall de llum es produeix just abans que el gos de Trisha sigui assassinat per un agressor desconegut, la qual cosa augmenta les tensions a la ciutat. Un nou conflicte sorgeix quan Finn descobreix que tots els generadors de Beaverfield van ser sabotejats i el cos del marit desaparegut de Jeanine, Dave, es troba sota el porxo de l'alberg.
Els residents intenten atrinxerar-se a l'alberg per seguretat, però el mateix agressor desconegut li mossega la mà. La doctora ecologista Jane Ellis, opositora del gasoducte, conclou que l'agressor és un home llop que és un dels habitants actuals de l'alberg. Després d'anunciar les seves troballes, la doctora Ellis mor davant de Parker en circumstàncies ambigües; Parker afirma que es va suïcidar.
Els que queden a l'alberg inicialment consideren quedar-se junts per forçar l'agressor a sortir de l'amagatall, però finalment tots, excepte Finn i Cecily, marxen cap a casa seva. Tanmateix, amb les tensions que han arribat a un punt d'ebullició a Beaverfield, els residents comencen a matar-se entre ells per interessos propis. Després de la mort de gairebé tota la gent del poble, en Finn és atacat per Parker, que l'acusa de ser l'home llop perquè treballava en llocs on es van produir atacs anteriors. Finn contesta que no hi ha un home llop i Parker va causar intencionadament la paranoia que s'apoderava de Beaverfield per tal que la seva proposta de gasoducte s'aprovés. Parker aixeca la mà contra Finn, però un Joaquim moribund aconsegueix matar-lo.
Mentre Finn i Cecily es recuperen al bar de la ciutat, Finn s'assabenta que en Dave era l'anterior carter de Beaverfield després de trobar paquets no lliurats a la sala del darrere i l'etiqueta de nom d'en Dave. Aleshores s'adona que Cecily és l'home llop. Enfrontada per Finn, Cecily reconeix que va posar els residents els uns contra els altres per facilitar-se el banquet. Posteriorment intenta matar a Finn en la seva forma d'home llop, però Finn la derrota amb l'ajuda d'Emerson. Encara viva, Cecily fa un últim esforç per atacar a Finn i Emerson abans que Jeanine acabi amb ella amb una ballesta.

## Repartiment
- Sam Richardson com a Finn Wheeler
- Milana Vayntrub com a Cecily Moore
- George Basil com a Marcus
- Sarah Burns com a Gwen
- Michael Chernus com a Pete Anderton
- Catherine Curtin com a Jeanine Sherman
- Wayne Duvall com a Sam Parker
- Harvey Guillén com a Joaquim Wolfson
- Rebecca Henderson com a Dr. Jane Ellis
- Cheyenne Jackson com a Devon Wolfson
- Michaela Watkins com a Trisha Anderton
- Glenn Fleshler com Emerson Flint
- Patrick M. Walsh Jr. com a Dave Sherman
- Anni Krueger com a Charlotte

## Producció
L'octubre de 2018, es va anunciar que Werewolves Within s'estava desenvolupant com a llargmetratge, amb Mishna Wolff a punt d'escriure el guió de la pel·lícula, mentre que Ubisoft Motion Pictures s’encarregaria de la producció. El director Josh Ruben es va unir després que el seu primer llargmetratge, Scare Me (2020), va cridar l'atenció d'Ubisoft, que li va proporcionar "una cosa de V.R. per jugar [el joc]", va dir. El gener de 2020, es va anunciar que Sam Richardson s'havia unit al repartiment de la pel·lícula i serviria com a productor, amb Josh Ruben per dirigir. El febrer de 2020, Michael Chernus, Michaela Watkins, Cheyenne Jackson, Milana Vayntrub, George Basil, Sarah Burns, Catherine Curtin, Wayne Duvall, Harvey Guillén, i Rebecca Henderson es van unir al repartiment de la pel·lícula.
La fotografia principal va començar el 3 de febrer de 2020. Mentre que el videojoc està ambientat en un poble medieval, la pel·lícula està ambientada en l’actualitat i va ser rodat a la Vall d'Hudson de l'estat de Nova York, prop de la ciutat de Woodstock. Les ubicacions inclouen Main Street a Phoenicia (Nova York) i el bed and breakfast The Phoenicia Belle, així com a Cooper Lake, i la llibreria The Golden Notebook a Woodstock. La finca històrica de la família Fleischmanns Yeast, ara el refugi Spillian, a Fleischmanns (Nova York), va servir com a Beaverfield Inn i com a seu de producció.
Ruben va dir que el baix pressupost de la pel·lícula va impedir que es pogués permetre el luxe de llicenciar el logotip de l'United States Postal Service, que hauria estat pel membre del repartiment Milana Vayntrub en el paper de treballadora de correus del "'Servei de correu nacional' o alguna cosa així". També va explicar que el vestuari de l'elenc era deliberadament exagerat: "Volia que els armaris semblessins que es podrien convertir en figures d'acció. Algun dia, algú voldrà disfressar-se com aquests personatges per a Halloween."

## Alliberament
Després que IFC Films adquirís els drets de distribució de la pel·lícula, Werewolves Within es va estrenar al Festival de Cinema de Tribeca el juny de 2021. La pel·lícula va rebre una estrena limitada en sales als Estats Units el 25 de juny de 2021, seguit de vídeo a la carta el 2 de juliol de 2021.

## Recepció

### Taquilla
La pel·lícula va recaptar 575.783 $ als Estats Units i Canadà, i 416.115 $ a altres territoris, per un total mundial de 991.898 $.
A Amèrica del Nord, Werewolves Within es va estrenar a 270 cinemes el cap de setmana d'obertura i va recaptar 250.811 dòlars. En el seu segon cap de setmana va guanyar 115.250 dòlars de 209 cinemes; també va ser la pel·lícula més llogada a les llistes independents, de terror i de comèdia d'iTunes Store.

### Resposta crítica
Al lloc web de l'agregador de ressenyes Rotten Tomatoes, la pel·lícula té una puntuació d'aprovació del 86% basada en 148 ressenyes, amb una valoració mitjana de 6.9/10. El consens dels crítics del lloc web diu: "Werewolves Within és la rara comèdia de terror que ofereix les mateixes ajudes de tots dos gèneres, i aporta molta diversió al regateig." En el moment de la seva publicació, era la pel·lícula millor valorada basada en un videojoc de Rotten Tomatoes, però més tard va ser superada per Sonic the Hedgehog 3. Metacritic, que utilitza una mitjana ponderada, va assignar a la pel·lícula una puntuació de 66 sobre 100, basada en 17 ressenyes, que indiquen ressenyes "generalment favorables". El 2025 és la pel·lícula amb millor puntuació basada en un videojoc a Metacritic.
Tomris Laffley de Variety va dir que "malgrat totes les parts del cos tallades i sagnants... Werewolves Within és més emocionant en un to que espantosa" i que el guionista "mostra tots els seus personatges amb atributs memorables i moltes observacions socials, donant lloc a una gamma convincent de sospitosos que cap dels quals no pots esborrar completament." Titllant la pel·lícula "Cluedo amb homes llop", A.A. Dowd de The A.V. Club va donar a la pel·lícula una nota B, dient que les "sensibilitats de Ruben brillen amb la lluna a través de la manera com la pel·lícula privilegia les col·lisions de personalitat en espais continguts per sobre de les emocions de les criatures." Jennifer Ouellette d’Ars Technica va escriure, "Werewolves Within és abans que res una comèdia d'èxit, i tots els membres del repartiment amb talent ridícul posseeixen les habilitats i la química del conjunt a la pantalla per fer que el guió cobri vida." Leslie Felperin de The Guardian li va donar 4 de 5 estrelles, anomenant-la una "comèdia de terror tonta" i dient que "només demostra que si tens un gran repartiment, una direcció intel·ligent i un guió enginyós gairebé pots sortir-te'n amb l'assassinat".
Noel Murray de Los Angeles Times la va anomenar "ràpida i divertida", i que el seu "concepte enganxós es fa encara més entretingut per un repartiment d'actors còmics consumats". No obstant això, també va dir que hi havia "una manca d'urgència o perill general, relacionada amb el to còmic. Com que els personatges són una mica ximples, és difícil invertir-se massa en si s’esguerra o no." Jake Wilson de The Age li va donar 2,5 sobre 5 estrelles, anomenant-la "una pel·lícula que vol agradar i fins a cert punt ho aconsegueix, sense ser mai molt divertida o alarmant." Lena Wilson de The New York Times' va escriure, "Werewolves Within podria interrogar el sexisme, el classisme o la política cada vegada més dividida dels Estats Units, entre altres coses. En comptes d'això, aquest guió exagerat degota amb bromes de parpelleja i no els veuràs que s'enfonsen del tot i no desafien res, i menys la monstruositat mateixa."
En una revisió de Werewolves Within a Black Gate, Sue Granquist va dir "per què crec que Werewolves Within és digne? En primer lloc, l'origen de la història és una mica genial."